# Tim Griffin
Tim Griffin, nome completo Timothy Collins Griffin (Chicago, 2 aprile 1969), è un attore statunitense.

## Biografia
Studia recitazione a Chicago e con successo riesce ad avere qualche partecipazione in un episodio in varie serie tv dal 1989 al 1992 successivamente la sua notorietà aumenta fino a recitare in film di successo come The Bourne Supremacy.

## Filmografia

### Cinema
- L'università dell'odio (Higher Learning), regia di John Singleton (1995)
- Evolver - Un amico pericoloso (Evolver), regia di Mark Rosman (1995)
- Lover Girl, regia di Lisa Addario (1998)
- Wind River, regia di Tom Shell (2000)
- Boys and Girls - Attenzione: il sesso cambia tutto (Boys and Girls), regia di Robert Iscove (2000)
- Cherish, regia di Finn Taylor (2002)
- The Bourne Supremacy, regia di Paul Greengrass (2004)
- Kids in America, regia di Josh Stolberg (2005)
- Danika, regia di Ariel Vromen (2006)
- Cloverfield, regia di Matt Reeves (2008)
- In amore niente regole (Leatherheads), regia di George Clooney (2008)
- Iron Man, regia di Jon Favreau (2008)
- Star Trek, regia di J. J. Abrams (2009)
- L'uomo che fissa le capre (The Men Who Stare at Goats), regia di Grant Heslov (2009)
- Fair Game - Caccia alla spia (Fair Game), regia di Doug Liman (2010)
- Conception, regia di Josh Stolberg (2011)
- Per una vita migliore (A Better Life), regia di Chris Weitz (2011)
- Abduction - Riprenditi la tua vita (Abduction), regia di John Singleton (2011)
- The Collection, regia di Marc Dunstan (2012)
- The Americons, regia di Theo Avgerinos (2014)
- Senza uscita (Not Safe for Work), regia di Joe Johnston (2014)
- Regali da uno sconosciuto - The Gift (The Gift), regia di Joel Edgerton (2015)
- Missing, regia di Will Merrick e Nick Johnson (2023)

### Televisione
- Against the Grain – serie TV, 8 episodi (1993-1994)
- Pacific Blue – serie TV, 4 episodi (1997)
- Walker Texas Ranger – serie TV, 4 episodi (1997)
- Cinque in famiglia (Party of Five) – serie TV, 2 episodi (1998)
- The Guardian – serie TV, 5 episodi (2003-2004)
- Settimo cielo (Seventh Heaven) – serie TV, 2 episodi (2003-2004)
- Grey's Anatomy – serie TV, 7 episodi (2005-2007)
- Bones - serie TV, episodio 4x03 (2008)
- Cold Case - Delitti irrisolti (Cold Case) – serie TV, episodio 6x01 (2008)
- Lie to Me – serie TV, 2 episodi (2009)
- Prime Suspect – serie TV, 13 episodi (2011-2012)
- Covert Affairs – serie TV, 7 episodi (2012-2013)
- Burn Notice - Duro a morire (Burn Notice) – serie TV, 3 episodi (2013)
- The Mentalist - serie TV, episodi 7x01-7x08 (2014)
- Castle – serie TV, episodio 7x11 (2015)
- Wayward Pines - serie TV, 10 episodi (2015)
- Aquarius - serie TV, 6 episodi (2015-2016)
- S.W.A.T. - serie TV, episodio 4x07 (2017)
- Young Sheldon - serie TV, episodio 2x20 (2019)
- Magnum P.I. - serie TV, episodio 4x14 (2022)

## Doppiatori italiani
Nelle versioni in italiano delle opere in cui ha recitato, è stato doppiato da:
- Francesco Pezzulli in The Bourne Supremacy, Prime Suspect, Castle
- Roberto Certomà in Fair Game - Caccia alla spia, NCIS: New Orleans
- Guido Di Naccio in Chance, Notte stellata
- Marco De Risi in Grey's Anatomy
- Oreste Baldini ne In amore niente regole
- Riccardo Scarafoni in Bones
- Edoardo Stoppacciaro in Cold Case - Delitti irrisolti
- Alberto Caneva in Lie To Me
- Maurizio Reti in CSI: Miami
- Francesco Sechi ne L'uomo che fissa le capre
- Francesco Bulckaen in Wayward Pines
- Stefano Macchi in Aquarius (s.1)
- Simone D'Andrea in Aquarius (s.2)
- Saverio Indrio in Iron Man
- Nicola Braile in Per una vita migliore
- Stefano Miceli in Burn Notice - Duro a morire
- Roberto Gammino in Regali da uno sconosciuto - The Gift
- Stefano Crescentini in The Mentalist
- Fabrizio Picconi ne Le regole del delitto perfetto
- Gianfranco Miranda in S.W.A.T.
- Alessandro Budroni in Young Sheldon
- Mauro Gravina in 9-1-1: Lone Star
- Alessandro Quarta in Missing
- Francesco Cavuoto Ballard